# شان یتز
شان یتز (انگلیسی: Sean Yates؛ زادهٔ ۱۸ مهٔ ۱۹۶۰) دوچرخه‌سوار اهل بریتانیا است. وی در بازی‌های المپیک تابستانی ۱۹۸۰ شرکت کرده است.